# Погребной, Виктор Николаевич
Виктор Николаевич Погребной (23 сентября 1948 — 19 октября 2022) — советский и российский тренер высшей категории по лёгкой атлетике. Заслуженный тренер России.

## Биография
Виктор Николаевич Погребной родился 23 сентября 1948 года. Занимался лёгкой атлетикой под руководством Владимира Михайловича Кондратенко. Окончил Барнаульский государственный педагогический институт.
Много лет работал тренером-преподавателем Алтайского училища Олимпийского резерва в Барнауле и старшим тренером на отделении лёгкой атлетики алтайского клуба ФСО «Динамо». Неоднократно признавался одним из лучших тренеров Алтайского края.
За время тренерской работы подготовил одного заслуженного мастера спорта России, четырёх мастеров международного класса, 24 мастера спорта России и СССР. Наиболее известными среди его воспитанников являются:
- Константин Свечкарь — бронзовый призёр чемпионата мира в помещении 2006 года, серебряный призёр чемпионата Европы в помещении 2013 года, чемпион России 2010 года, чемпион России в помещении 2011 года[7][8][9][10]
- Павел Верещагин — чемпион России среди юношей 2013 года[11][12]
- Дмитрий Бызов — чемпион России в помещении, участник чемпионата мира в помещении 1995 года.

В разные годы привлекался к работе в футбольном «Динамо» и волейбольном «Университете». По его собственным словам, приложил руку к успехам Марии Ласицкене, хотя напрямую с ней не работал.
Скончался 19 октября 2022 года от коронавируса.

## Награды и звания
- Почётное звание «Заслуженный тренер России».
- Знак «Отличник физической культуры и спорта».
- Звание «Ветеран труда Алтайского края» (2007)[14].
- «Юбилейная медаль Алтайского края» (2013)[15].